# Myślina Lubliniecka
Myślina Lubliniecka – przystanek osobowy w miejscowości Myślina, w województwie opolskim, w powiecie oleskim, w gminie Dobrodzień, w Polsce.